# Baba Vida
Baba Vida je srednjovjekovna tvrđava i najpoznatija znamenitost grada Vidina u sjeverozapadnoj Bugarskoj.
Izgradnja tvrđave je započela u 10. stoljeću na mjestu nekadašnje rimske stražarske kule. Prema legendi izgradila ju je neudata kći bugarskog cara pod imenom „Vida“ - otuda ime tvrđave, „Baba Vida“. Tvrđava je služila kao glavna obrambena utvrda Vidina tijekom srednjeg vijeka i srušena je za vrijeme cara Ivana Stracimira (1356. – 1396). 
Bila je najvažnije utvrđenje sjeverozapadnog Drugog Bugarskog Carstva. U vrijeme Osmanskoga Carstva služila je kao skladište oružja i zatvor i nije korištena u obrambene svrhe od kraja 18. stoljeća. U Drugom balkanskom ratu, Vidin je bio zajedno s tvrđavom pod opsadom srpske vojske, a pad je spriječilo potpisano primirje.
Danas je tvrđava rekonstruirana i služi kao muzej i turistička atrakcija. Smještena je na nadmorskoj visini od 39 metara.